# Когорта (демография)
Кого́рта (демографи́ческая кого́рта) — в демографии так называют совокупность людей, у которых в один и тот же период произошло определённое демографическое событие (рождение, вступление в брак, рождение ребёнка, иное).
Термин «когорта» ввёл в научный обиход в 1947 году известный американский экономист и демограф Паскаль Уэлптон для описания данных при когортном (продольном) анализе. Впоследствии этот термин стал применяться универсально при всех видах анализа. Когорта по одинаковому периоду дат рождения в российской демографии также именуется «поколением».

## Типы когорт
Различают реальные и гипотетические (условные) когорты.
Реальные когорты формируются по демографическому событию, наступившему до того события, частота которого исследуется. Например, когорта (поколение) всех родившихся в 1900 году при статистическом анализе смертности в такой когорте за период 1900—2000 годов.
Гипотетические (условные) когорты формируются по демографическому событию, частота которого анализируется. Например, когорта всех умерших в 1900 году вне зависимости от их годов рождения.